# Ritratto in nero
Ritratto in nero (Portrait in Black) è un film noir del 1960 diretto da Michael Gordon e prodotto da Ross Hunter, il film è stato distribuito dalla Universal International Pictures.

## Trama
Sheila è la moglie di Cabot, un ricco armatore, ma è anche segretamente l'amante di David, il medico personale del marito.
Sheila e David escogitano insieme un piano per liberarsi di Cabot, il quale viene ucciso dal medico simulando un incidente.
Mason, il segretario di Cabot, innamorato di Sheila, sospetta però che David abbia ucciso l'armatore e quando David inizia a ricevere lettere anonime ricattatorie, egli crede che l'autore di queste sia Mason; in un acceso diverbio David lo uccide.
I due amanti credono ormai di essere al sicuro, pronti a rifarsi una nuova vita, ma Cathy, la figlia di Cabot, ignara degli avvenimenti, confida a David che ella sospetti che Sheila abbia un amante e che questi sia l'assassino del padre.
L'uomo la rassicura, ma accade che Cathy sorprenda la coppia intenta a baciarsi e, compresa la verità, la ragazza si precipita a chiamare la polizia. David tenta di impedirglielo e Cathy terrorizzata si rifugia sul tetto della casa, inseguita dall'uomo.
La ragazza scivola ed è in pericolo di cadere nel vuoto, al che David le tende la mano per afferrarla, ma l'uomo si sbilancia e cade dall'alto, morendo, sotto gli occhi disperati di Sheila.